# Хайбуллина, Лилия Салаватовна
Лилия Салаватовна Хайбуллина (18 апреля 1974, деревня Гумерово, Ишимбайский район, Башкирская АССР, РСФСР, СССР — 6 мая 2007) — российский ботаник (альголог). Кандидат биологических наук, доцент кафедры ботаники БГПУ им. М. Акмуллы. Занималась вопросами альгологической синтаксономии, в первую очередь вопросами классификации почвенных альгоценозов.
Автор более 40 научных публикаций в журналах «Альгология», «Экология», «Почвоведение».
Награждена в 2003 году почетной грамотой Минобразования России.

## Образование
- Средняя школа (окончила с серебряной медалью).
- 1996 — окончила естественно-географический факультет Башкирского государственного педагогического университета.
- 1996—2000 — училась в аспирантуре. Тема кандидатской диссертации — «Флора и синтаксономия почвенных водорослей г. Сибая и его окрестностей». Во время учёбы была стипендиатом Президента РБ[2].

Готовила докторскую диссертацию по теме «Эколого-флористическая классификация почвенных водорослей лесных экосистем».

## Гранты и контракты
- 2000—2003 — Грант Академии наук Республики Башкортостан: «Красная книга флоры РБ».
- 2001—2004 — Грант Министерства образования РФ по теме «Восстановительные сукцессии почвенных водорослей на антропогенно нарушенных территориях»
- 2005—2006 — Контракт на выполнение работ по республиканской государственной научно-технической программе «Сообщества почвенных водорослей урбанизированных территорий Республики Башкортостан и перспективы их использования при биоиндикации».
- 2006 — Государственный контракт на выполнение научно-исследовательских работ по теме: «Почвенные водоросли засушливых местообитаний». В рамках работы по этому гранту прошла стажировку в Университете Джона Кэрролла (США), где в ходе двух полевых экспедиций (в Грейт-Смоки-Маунтинс и пустыни штата Юты) ею были выделены более 100 культур водорослей.

Её научные интересы охватывали обширный круг вопросов систематики, флористики, синтаксономии, биологии и экологии водорослей. Основное внимание она уделяла вопросам синтаксономии. Для почвенной альгологии это совершенно новое направление. Развивая это направление, Хайбуллина Л. С. составила первую иерархическую систему единиц классификации почвенных альгоценозов, формирующихся на урбанизированных территориях Южного Урала. Она обосновала положение о приобретении альгоценозами лесных черт на территории города, расположенного в степном регионе, в отличие от ксерофитизации альгоценозов урбанизированных территорий в лесостепном регионе. Ею было установлено, что почвенно-альгологическая карта имеет меньшую степень дробности по сравнению с геоботанической. Синтаксоны почвенных водорослей на уровне ассоциаций и субассоциаций соответствовали классам высшей растительности.— Кабиров Р. Р., Гайсина Л. А., Суханова Н. В., Фазлутдинова А. И., Сугачкова Е. В., Богданова А. В. Памяти Лилии Салаватовны Хайбуллиной. // Альгология, № 2 (2008). — С. 222—223.

## Публикации
- Штина Э. А., Кабиров Р. Р., Хайбуллина Л. С., Гайсина Л. А., Сугачкова Е. В., Фазлутдинова А. И. Список водорослей обнаруженных в почвах на территории бывшего СССР. М. 1998.-31с.-рус.-Деп. в ВИНИТИ 18.12.98. № 3759-В98 .
- Kabirov R. R., Sukchanova N. V., Bogdanova A. V., Khaibullina L. S., Shmelev N. A., Sugachkova E. V., Fazlutdinova A. I., Gaisina L. A. Influence of recreation on algoflora of the forest (South Ural region) // Biodiversity and dynamics of ecosystems in North Eurasia. Novosibirsk, 2000. V. 2. P. 100-102.
- Р. Р. Кабиров, Н. В. Суханова, Л. С. Хайбуллина Оценка токсичности атмосферного воздуха с помощью микроскопических водорослей // (Экология. — 2000. — № 3. — С. 231—232.
- Суханова Н. В., Богданова А. В., Хайбуллина Л. С., Шмелёв Н. А., Сугачкова Е. В., Фазлутдинова А. И., Гайсина Л. А. Почвенные водоросли широколиственных лесов Южного Урала // Биоразнообразие и биоресурсы Урала и сопредельных территорий. Материалы междунар. конф. Оренбург, 2001. С. 4547.
- Хайбуллина Л. С., Суханова К. В., Кабиров Р. Р., Соломещ А. И. Синтаксономия сообществ почвенных водорослей Южного Урала. 1. Amphoro - Phormidion all. nova hoc loco // Альгология. 2004. № 3. С. 261-277.
- Хайбуллина Л. С., Суханова К. В., Кабиров Р. Р., Соломещ А. И. Синтаксономия сообществ почвенных водорослей Южного Урала. 2. Союз Klebsormidio flaccidi-Myrmecion biatorellae all. nova hoc loco // Альгология. 2005. № 1. С. 86-101.
- Гайсина Л. А., Сафиуллина Л. М., Хайбуллина Л. С. Изменение размерных признаков микроскопической водоросли Eustigmatos magnus (Boye-Pet.)Hibb. (Eustigmatophyta) при культивировании. // Актуальные проблемы современной альгологии: Тез. докл. 3 Межд. конф. / Под ред. Т. В. Догадиной. Харьков. 2005. С. 32-33.
- Хайбуллина Л. С., Суханова К. В., Кабиров P. P., Соломещ A. И. Синтаксономия сообществ почвенных водорослей Южного Урала. 2. Класс Bracteacocco minoris-Hantzschietea amphioxyos class nova // Альгология. 2006. Т. 16. № 2. С. 194—215.
- Г. Р. Гильманова, Л. С. Хайбуллина. Характеристика растительности зоны, переходной от горно-лесной к степной в районе озера Якты-Куль Зауральского пенеплена //Самарская Лука. 2007 — Т. 16, № 4(22). — С. 737—743. .
- Гайсина Л.А, Хайбуллина Л. С. Влияние тяжелых металлов на морфологию почвенной водоросли Xanthonema exile (Klebs) Silva (Xanthophyta) // Почвоведение. 2007. № 3. С.343-347. .
- Хайбуллина Л, С., Гайсина Л. А. Влияние засоления на состав и морфологические особенности почвенных водорослей // Почвоведение. 2008. № 2, C.241-247. .